# Ники Джем
Ник Риве́ра Камине́ро (англ. Nick Rivera Caminero), более известный как Ни́ки Джем (англ. Nicky Jam; род. 17 марта 1981, Бостон, Массачусетс, США) — американский певец и автор-исполнитель. Известен благодаря таким хитам, как «Travesuras», «Te Busco», «El Perdón», «Hasta el Amanecer», «El Amante», «X» и «Live It Up».

## Биография
Ник Ривера Каминеро родился в Бостоне, штат Массачусетс. Его отец пуэрториканец, а мать доминиканка. Когда Ники было 6 лет, они переехали в рабочий квартал в Пуэрто-Рико. Ники Джемом его в шутку назвал бездомный. Семья Каминеро была бедной, поэтому Ники нелегально подрабатывал в продуктовом магазине, в свободное время импровизируя пел прямо на рабочем месте. Однажды его заметил музыкальный продюсер и подписал с ним контракт. В 14 лет Ники выпустил свой первый альбом «Distinto a los Demas». Альбом не был очень успешным, но его заметили в музыкальной индустрии. После выпуска первого альбома Ники продолжил заниматься музыкой и записал множество хитов, благодаря им Ники познакомился с Дэдди Янки. Янки предложил ему поработать вместе, так началась их дружба. В конце 90-х они сформировали дуэт под названием Los Cangris. В 2004 их дуэт распался. К концу 2000-х его карьера пошла на спад и он решил переехать в Медельин, Колумбия. Также после 8 лет перерыва он снова записался вместе с Дэдди Янки для его альбома «Prestige». В 2015 году Ники стал лауреатом Латинской Грэмми в категории Best Urban Perfomans.
Помолвлен с американской моделью и  спортсменкой Cydney Moreau 14 февраля 2020 года, в День Святого Валентина.

## Фильмография
В 2017 году вышел фильм «Три икса: Мировое господство», в котором Ники исполнил роль Лазариуса. Он снимался вместе с такими актёрами как Вин Дизель, Руби Роуз, Дипика Падуконе и Донни Йен.
В 2020 году он пополнил актёрский состав в очень популярном боевике «Плохие парни навсегда», в роли гангстера Zway-Lo.